# أحمد محمد حمادي
أحمد بن محمد بن حسن بن بلعيد بن حَمّادي الهنشيري (5 يونيو 1864 - 15 فبراير 1948) (1 محرّم 1281 - 5 ربيع الآخر 1367) فقيه وصوفي وشاعر عربي ليبي. ولد في طرابلس الغرب العثمانية لعائلة معروفة بارزة ونشأ بها. تلقى علومه الأولى على علماء الزاوية العروسية. كما سلك الطريقة القادرية. عمل خطيبًا ومدّرسًا. لم يتول أي وظيفية دينية أو إدارية فعمل بالتجارة في دكان صغير بمنطقة الهنشير، كما عمل بزراعة الأرض. يتبين من مؤلفاته مقدرته العلمية الإسلامية، وقد اشتهر بكتبه في التصوف، وله نظم للعديد من المسائل الدينية، وخصص أغلب مؤلفاته في مدح النبي محمد حتى لقّب بـ«مداح الرسول». توفي في مسقط رأسه عن عمر 83 عامًا.

## سيرته
هو أحمد بن محمد بن حسن بن بلعيد بن محمد حمادي، وأسرته معروفة تنتمي إلى مدينة زليطن، وجده كان من الفقهاء المعروفين فيها. أما والده ولد في زليطن وتربي في كنف والده الفقيه، ثم أرسله والده إلى جامع مراد آغا بتاجوراء، عاش في منطقة الهنشير إمامًا ومفتيًا ومدّرسًا. وتوفي سنة 1315 هـ/ 1897 م وعمره نحو ستة وتسعين سنة. والدته هي فاطمة بنت الشيخ محمد الزواوي.

ولد أحمد بن محمد حمادي بمدينة طرابلس عاصمة طرابلس الغرب العثمانية يوم 1 محرم 1281 / 5 يونيو 1864 في قبيلة الهنشير، ضاحية شرق طرابلس، ونشأ بها. تلقى علومه الأولى على أجلة من علماء الزاوية العروسية وتتلمذ على شيوخ عصره، منهم: محمد الأمين بن إبراهيم عبد النور، ومحمد الضاوي، ومحمد كامل الطرابلسي، وطاهر الغدامسي. ودرس أيضًا على محمد عبد المولى الهنشيري في الزاوية الكائئة بقرب جامع بيت المال بمحلة الهنشير. فدرس علم العقيدة والعبادات والفرائض والحساب وعلم الفلك وعلوم القراءات وعلوم اللغة العربية.

### مهنته الدينية
كان خطيبًا في المناسبات الدينية والاجتماعية في المساجد، ومدرّسًا للطلبة في بيته. قام برحلات علمية إلى الأراضي المقدسة لأداء الحج عدة مرات. ولم يتول أي وظيفية دينية أو إدارية، بل كانت حرفته التجارة في دكان صغير بمنطقة الهنشير، وزراعة الأرض بالحناء، كما ذكر في كتابه «منح رب العالمين». كما لم يقم بوظيفة الإمامة، بل قام بالتدريس في المساجد.

كان صوفيًا، وقد ظهر التصوف واضحًا في مؤلفاته وهو ينتسب إلى الطريقة القادرية. ولم يقتصر على دراسة التصوف، بل عكف على دراسة بعض الكتب الفقهية، مثل حاشية حسن العدوي الحمزاوي ومختصر خليل، وغيرها مما ذكره في مؤلفاته. وكان يضع على الكتب التي يطالعها تهميشات وتعليقات. وقام بالتأليف وترك مجموعة من الكتب.

وصفه ابنه بأنه كان «ذا هيبة ووقار، له أخلاق كريمة لا يفتر عن ذكر الله آناء الليل وأطراف النهار، كثير المطالعة، كثير التهاميش على الكتب بأنواعها، له حظ وافر في النظم والنثر والسجع، وكان يشتغل في البيع والشراء بقدر الحاجة فقط، ويقول: خذ القناعة من دنياك وأرض بها وأجمعل نصيبك فيها راحة البدن.» وقال عنه جمعة محمود الزريقي الذي اهتم بسيرته خلال دراساته عن أعلام ليبيا «وباختصار شديد فالشيخ أحمد بن حمادي عالم جليل القدر، عالي الهة، فقيه متضلع، جمعين بين العلم والتصوف والشريعة والحقيقة، والورع والزهد والعمل..ولا أعتقد بأن ما كتبته عن هذا الشيخ الجليل هو كل ما يجب أن يقال.»

### مهنته الأدبية
له نظم واهتم بالأدب. جاء في معجم البابطين عنه: «شعره غزير، متنوع في أغراضه، فله ديوان قسمه إلى أبواب وفصول، وأفرد لكل غرض عدة صفحات، فنظم في المدائح النبوية والفضائل والألغاز والوعظ والإرشاد، كما نظم في الحنين إلى الوطن، ومدح الأماكن المقدسة، وهو مع ذلك متنوع بين فنون الشعر.. أكثر شعره في المدائح النبوية.. يغلب على مدائحه الأسلوب الإنشائي من دعاءٍ وتوسل ونداء وغير ذلك مما يتوجه به إلى رسول الله، وقد يكرره لفظًا أو معنى، تراكيبه بسيطة، فشعره ينهض على وحدة البيت، وصوره جزئية قليلة.».

## وفاته
توفي أحمد حمادي في مسقط رأسه يوم السبت في الركعة الأخيرة من صلاة العصر في اليوم الخامس من شهر ربيع الآخر سنة 1367/ 15 فبراير 1948 عن عمر يناهز 83 سنة ميلادية، ودفن في الهنشير. وقد كتب على ضريحه هذه الأبيات:

## مؤلفاته
ترك مجموعة من المؤلفات، أغلبها مخطوطًا عند ابنه شكري. وهي متنوعة وشاملة للعلوم سائدة في عصره، من توحيد وفقه وتصوف وعلوم القرآن وتراجم ومدح النبي، منها:
- «صلات الرب في الصلاة والسلام على أشرف العجم والعرب»: في 181 صفحة، انتهي منه في آخر يوم من ربيع الأول 1322/ 13 يونيو 1904
- «أسمى الوسائل في الصلاة والسلام على أشرف الوسائل: 100 صفحة، وقد فرغ من تبييضه عشية الأربعاء 2 ذو الحجة 1343/ 23 يونيو 1925.
- «ورد الحبيب في الصلاة والسلام على المنبأ بالغيب»، 25 صفحة، فرغ من تبييضه في 28 ذو القعدة 1344/ 2 يونيو 1926/
- «حادي العقول إلى بلوغ المأمول، 203 صفحة
- «المدد الفائض في خلاصة علم الفرائض»: 109 صفحة، 1359 هـ/ 1940 م.
- «منح رب العالمين في مناقب شيخنا الأمين»، 88 صفحة، وهو في ترجمة شيخه محمد الأمين بن إبراهيم بن حسن عبد النور (1272 - 1342 هـ)
- «تذكرة الولدان في حذف الإشارة لكلمات القرآن»: وهي منظومة تحتوي على سبعة وتسعين بينًا من بحر الرجز، تضمنت الكلمات القرآنية وعددها مائة وست وثلاثون كلمة خصّها أبو عمر الداني بالحذف إشارة إلى إحدى القراءات ولو كانت شاذة. وبهذه المنظومة ساهم في سهولة حفظ الكلمات التي فيها حذف الإشارة.
- «رسالة في بيان بعض أحكام البيوع وماشابهها»: نظم، يتكون من 295 بيتًا من الرجز.
- «فوز المؤمنين في الصلاة والسلام على المرسول رحمة للعالمين»، 67 صفحة
- «وسائل القبول في الصلاة والسلام على سيدنا الرسول»، 50 صفحة
- «منية العابدين في تلاوة كتاب رب العالمين»، 102 صحفة، في فضائل سور القرآن.
- «في مناسك الحج وما يناسبه من الدعاء»، نظمًا ونثرًا، 26 صفحة.
- «منة الخالق على الملخوق في إسقاط ما في ذمته من سائر الحقوق»، 89 صحفة.